# ダッソー ファルコン 8X

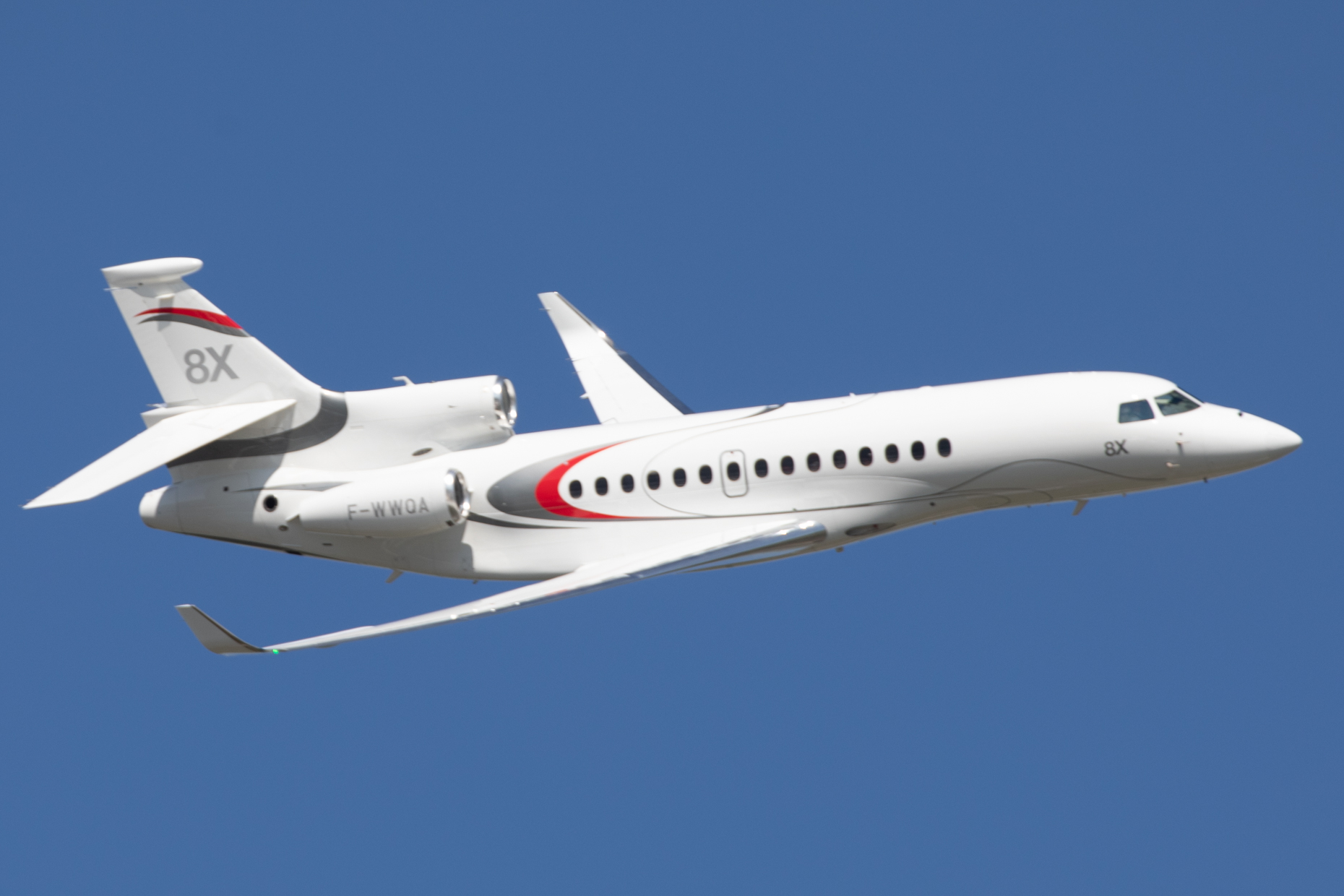
ファルコン8X（パリ航空ショー2019）

ダッソー ファルコン 8X (Dassault Falcon 8X)は、フランスのダッソー・アビアシオンが開発している大型・長距離のビジネスジェット。ダッソー ファルコンシリーズのフラッグシップ機であるダッソー ファルコン 7Xの発展型である。

## 概要
ファルコン 8Xは2014 ヨーロピアン ビジネス アビエーション コンベンション&エキスポで概要が発表され、2014年12月17日にロールアウト、2015年2月6日に初飛行をした。機体はファルコン7Xの胴体を1.27m延長し、再設計させた高効率翼に、エンジンをプラット・アンド・ホイットニー・カナダ PW307Dに換装された機体である。そのため機体断面はファルコン 900と同一である。燃料搭載量の増加や翼、エンジンの高効率化により航続距離がファルコン 7Xから925km(500nm)延長され、ニューヨーク－東京間のノンストップ飛行が可能となった。

## 仕様 (ファルコン8X)
- 乗員 - 2名（機長、副操縦士）
- 搭乗可能乗客数 - 最大19名
- 全長 - 24.46 m (80 ft 3 in)
- 全幅 - 26.29 m (86 ft 3 in)
- 全高 - 7.94 m (26 ft 1 in)
- キャビン幅 - 2.34 m (92 in)
- キャビン長 - 13 m (42 ft 8 in)
- キャビン高 - 1.88 m (74 in)
- 最大離陸重量 - 33,113 kg (73,000 lb)
- 離陸距離 - 1829 m (6,000 ft)
- 着陸距離 - 656 m (2,150 ft)
- アプローチ速度 - 197 km/h (106 kias)
- エンジン - プラット・アンド・ホイットニー・カナダ PW307D
- 推力 - 29.9 kN (6,722 lbf)
- 最大速度 - 980 km/h (529 knots, 609 mph)
- 航続距離 - 11,945 km (6,450 nm、乗客 8名)
- 上昇限度 -  15,545 m (51,000 ft)
- アビオニクス - ファルコン EASy